# Lubey
Lubey település Franciaországban, Meurthe-et-Moselle megyében. Lakosainak száma 215 fő (2022. január 1.). Lubey Les Baroches, Fléville-Lixières, Lantéfontaine és Ozerailles községekkel határos.

## Népesség
A település népességének változása:
| Lakosok száma | 177  | 149  | 173  | 197  | 227  | 232  | 228  | 222  | 219  | 215  |
|               | 1968 | 1982 | 1990 | 2006 | 2013 | 2015 | 2017 | 2019 | 2020 | 2022 |